# Zanthoxylum sapindifolium
Zanthoxylum sapindifolium är en vinruteväxtart som beskrevs av Nathaniel Wallich. Zanthoxylum sapindifolium ingår i släktet Zanthoxylum och familjen vinruteväxter. Inga underarter finns listade i Catalogue of Life.